# Moisis Elisaf

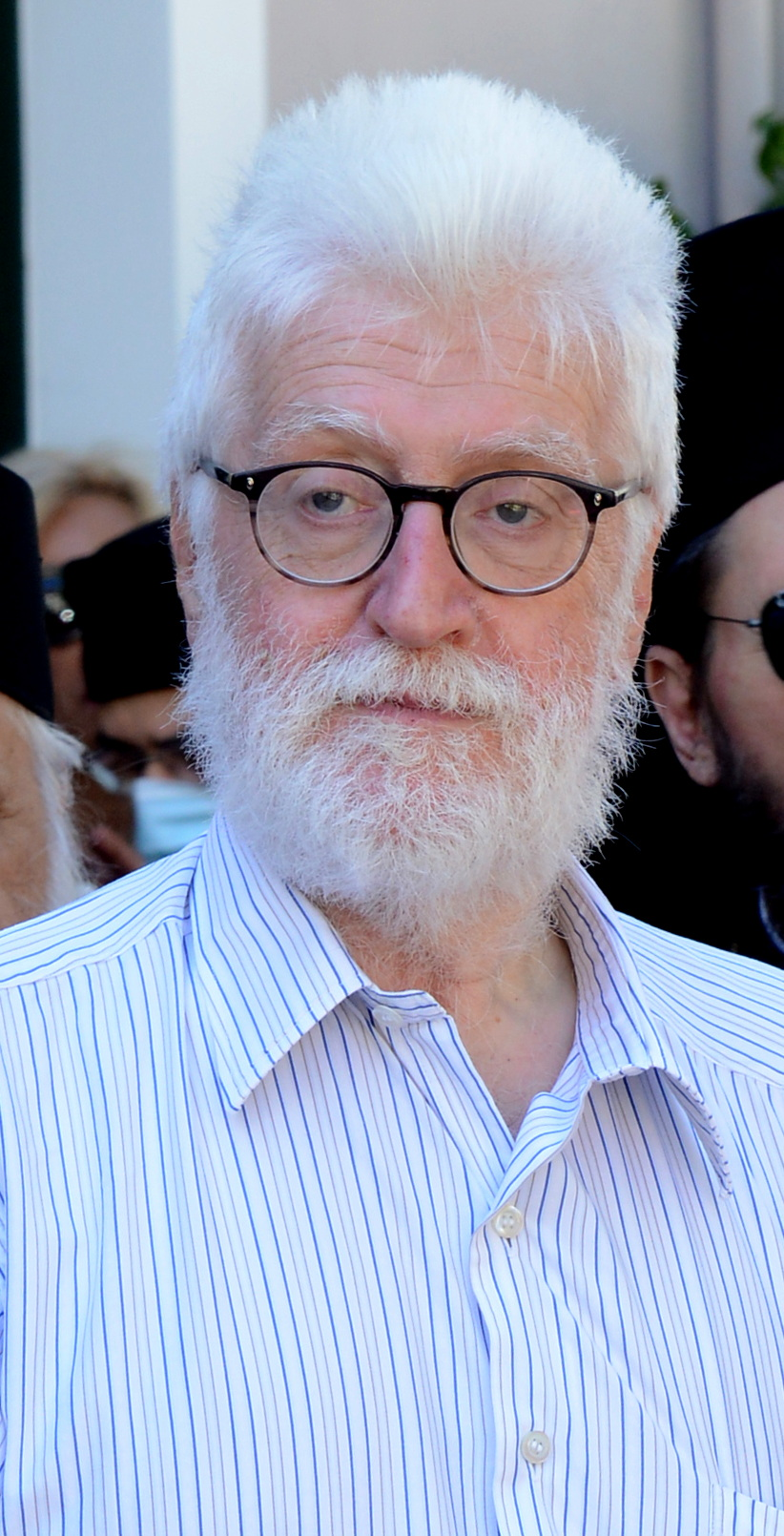
Moisis Elisaf, 2021

Moisis Elisaf (griechisch Μωυσής Ελισάφ Moses Elisaf, * 17. Juli 1954 in Ioannina; † 17. Februar 2023 ebenda) war ein griechischer Politiker, romaniotischer Jude, Arzt und Professor. Er war der erste jüdische Bürgermeister Griechenlands während seiner Amtszeit in seiner Heimatstadt vom 1. September 2019 bis zu seinem Tod.
Seine Eltern flüchteten in den Nahen Osten und entgingen so der Deportation der Juden von Ioannina Ende März 1944, bei der nahezu die gesamte jüdische Gemeinde ausgelöscht wurden. Nur etwa 8 % überlebten.
Elisaf studierte Medizin an der Universität Athen und spezialisierte sich auf Pathologie. Später wurde er Professor für Pathologie an der Universität Ioannina.
Er war auch Vorsitzender der Jüdischen Gemeinde von Ioannina und Mitglied des Vorstands des Zentralvorstands der Jüdischen Gemeinden Griechenlands.
Bei den Kommunalwahlen 2019 kandidierte er für das Amt des Bürgermeisters von Ioannina mit der heterogenen Kombination „Ioannina - Neue Ära“ (griechisch Γιάννενα - Νέα Εποχή), der Mitglieder der Mitte-Links-Partei und der konservativen Nea Dimokratia angehörten. Im ersten Wahlgang erzielte er 23,74 % der Stimmen und bezwang im zweiten den amtierenden Bürgermeister Thomas Bega (griechisch Θωμάς Μπέγκα) mit 50,33 % bzw. 235 Stimmen Vorsprung. Er wurde der erste Jude, der in Griechenland zum Bürgermeister gewählt wurde.
Am 17. Februar 2023 verstarb er amtierend in Ioannina an Krebs.
Seine Beerdigung fand zwei Tage später in der Synagoge von Ioannina in Anwesenheit der Staatspräsidentin Griechenlands, Katerina Sakellaropoulou, sowie des Metropoliten statt. Eine der Trauerreden hielt der ehemalige Premierminister einer Übergangsregierung, Panagiotis Pikrammenos.
Elisaf wurde auf dem Jüdischen Friedhof in Ioannina beigesetzt.

„Κάθε εποχή χρησιμοποιεί το οπλοστάσιο της ιστορίας για να [δικαιολογήσει] τις [] επιλογές του δικού της παρόντος. Το χρέος μας σήμερα είναι οι επιλογές του παρελθόν να υπηρετήσουν το μέλλον μας και, κυρίως, το μέλλον των παιδιών μας.“

„Jede Epoche nutzt das Arsenal der Geschichte, um die Entscheidungen der eigenen Gegenwart zu rechtfertigen. Es ist unsere Pflicht, die Entscheidungen der Vergangenheit für unsere Zukunft und vor allem für die Zukunft unserer Kinder zu nutzen.“